# Spermaceti-orgaan
Het spermaceti-orgaan is een orgaan in de kop van potvissen (Physeter macrocephalus) dat de potvis zijn specifieke uiterlijk geeft. Het spermaceti-orgaan is gevuld met een witte, wasachtige substantie, spermaceti of walschot, waaraan het orgaan zijn naam dankt. Spermaceti-olie was vroeger een waardevol product, er werden kaarsen, zeep, cosmetica en machineolie van gemaakt. Een volwassen walvis kan wel 3 ton spermaceti-olie in zijn kop hebben.

## Bouw
Het spermaceti-orgaan bestaat uit een soort kussen, omgeven door stevig bindweefsel en een aantal luchtzakken. De ademopeningen van de walvis, die de vorm van lange kanalen hebben,  doorsnijden het spermaceti-orgaan. De linkergang loopt van de neusgaten in de schedel rechtstreeks naar het blaasgat vooraan op de kop. De rechtergang is zeer ingewikkeld gebouwd en staat in verbinding met een aantal luchtzakken die rond het spermaceti-orgaan zijn gelegen. Bovenaan en opzij is het inwendige van de kop omgeven door stevige spieren.

## Functie
Over de functie van het spermaceti-orgaan bestaat nog geen zekerheid. Het waarschijnlijkst is dat het een functie heeft bij echo-locatie. Vroeger dacht men dat het orgaan een functie heeft bij het duiken naar grote dieptes. Potvissen kunnen uitzonderlijk diep duiken; tot wel 3 km diepte met een duur van 90 minuten. De spermaceti-olie zou een rol spelen bij het opvangen van de druk die er op deze grote diepte heerst. Olie heeft een andere dichtheid dan water (het lichaam van de potvis bestaat voor 95% uit water) en kan een rol spelen bij de regeling van de druk in het lichaam van de potvis. Daarnaast zou het spermaceti-orgaan kunnen functioneren als een soort drijforgaan. Door afkoeling zou de was snel van omvang en dus van dichtheid kunnen veranderen; bij het duiken zou de kop daardoor relatief zwaarder worden, zodat de potvis met een minimum aan inspanning naar grotere diepte kan afdalen. Een afkoeling van 3 graden kan ervoor zorgen dat de dieren op de gewenste diepte blijven 'zweven' (‘neutrally buoyant'). Hoe die afkoeling precies in zijn werk gaat, is echter niet duidelijk. Een methode veronderstelt dat door het regelen van de bloedtoevoer rondom het spermaceti-orgaan de temperatuur en daarmee de dichtheid van het spermaceti geregeld kan worden. Door verwarming zou de olie weer vloeibaar worden, waardoor de potvis makkelijker naar de oppervlakte kan komen (olie drijft).
Het orgaan speelt dus waarschijnlijk een rol bij het richten van de geluidssignalen en het opvangen van de teruggekaatste echo's; het zou kunnen dienen als reservoir van de stikstof die vrijkomt uit het bloed, als de potvis van grote diepte opduikt (potvissen lijken geen last van caissonziekte te hebben, hoewel skeletten van oude potvissen dezelfde beschadiging vertonen die mensen hebben bij caissonziekte). Ook is het niet duidelijk waarom de kop van de mannetjes zo veel groter is dan die van de vrouwtjes. Mannetjes schijnen nogal eens te vechten, wat te zien is aan het grote aantal krassen op hun kop, veroorzaakt door de tanden van soortgenoten. De enorme kop zou daarbij als stootwapen dienst kunnen doen.